# كوب ورقي

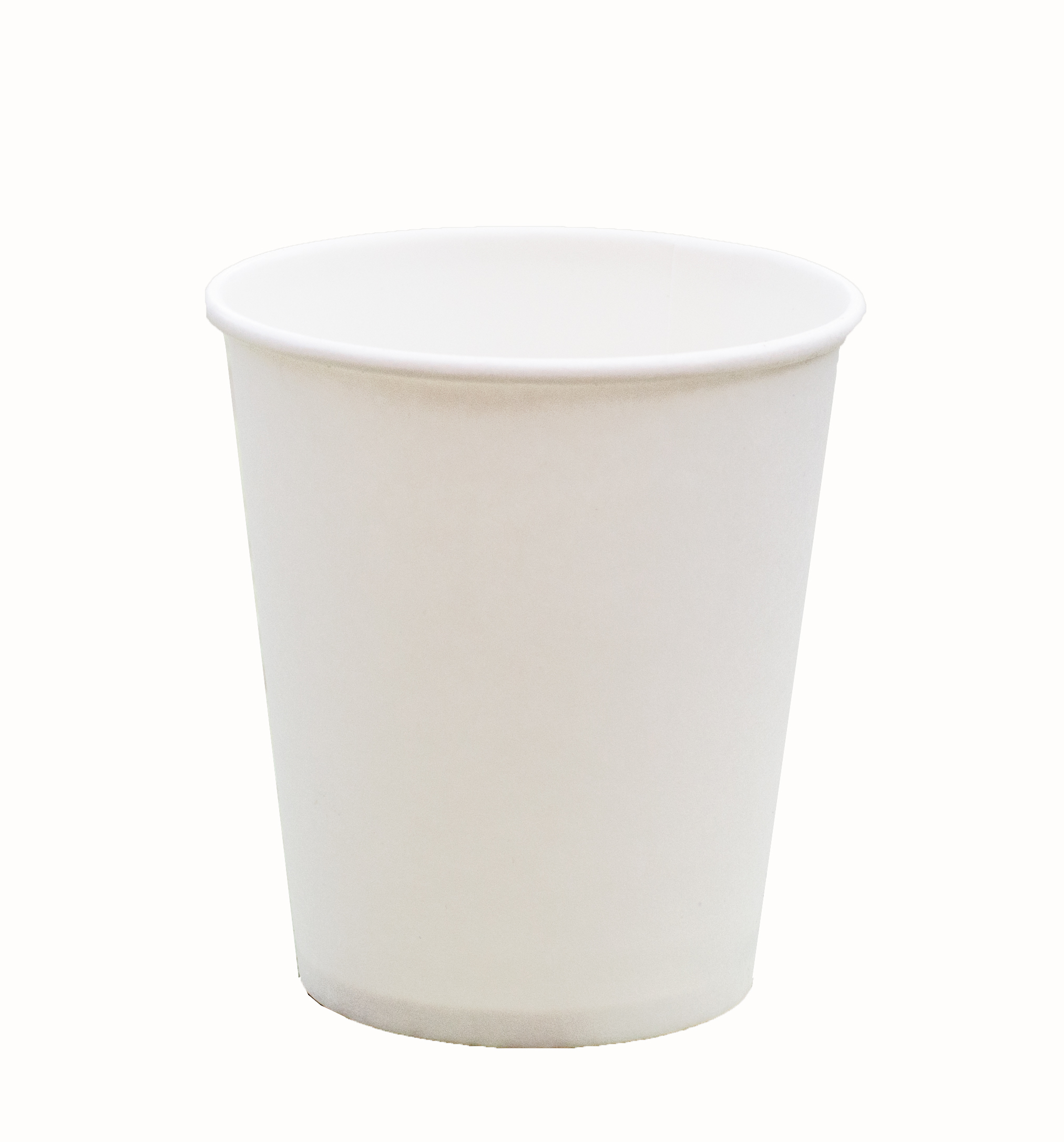
كوب ورقي عادي.

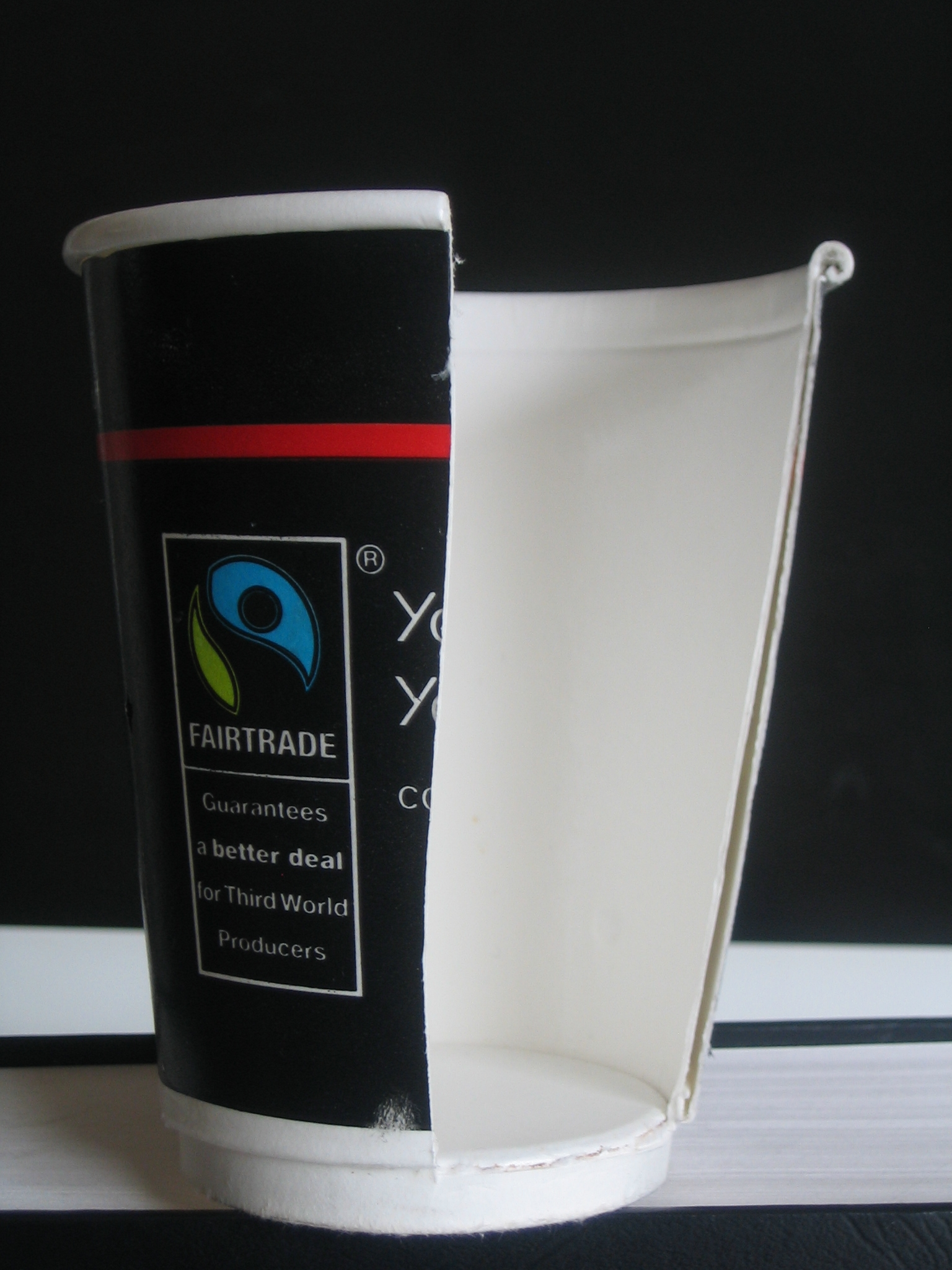
كوب ورقي معزول للمشروبات الساخنة ومقطع يوضح وجود طبقة داخلية من الهواء.

الكوب الورقي هو كوب مصنوع من الورق ويبطن غالباً بالبلاستيك أو الشمع لمنع السائل من التسرب أو تبليل الورق. وقد يتم تصنيعه من تدوير نفايات الورق، ويستخدم على نطاق واسع في جميع أنحاء العالم.

## تاريخ
وثق وجود الأكواب الورقية في الإمبراطورية الصينية، وقد تم اختراع الورق في القرن 2 ق م. وعرفت أكواب الورق باسم تشيه بي واستخدمت لتقديم الشاي. صنعت بأحجام وألوان مختلفة، وكانت تزين بالزخارف. ظهرت أدلة نصية عن الأكواب الورقية في وصف ممتلكات أسرة يو في مدينة هانغتشو.
طورت الأكواب الورقية الحديثة في القرن العشرين. في بداية القرن العشرين كان شائعاً تشارك الأكواب عند مصادر المياه في المدارس أو القطارات، هذا التشارك سبب مخاوف على الصحة العامة. أول تحقيق ملحوظ عن هذا الاستخدام أجراه ألفين دافيسون، أستاذ علم الأحياء في كلية لافاييت نشرت الدراسة تحت عنوان مثير الموت في مدرسة أكواب الشرب في مجلة عالم التقنية في أغسطس 1908، مبنية على البحوث التي أجريت في المدارس العامة في إيستون، بنسلفانيا. طبعت هذه المقالى ة وأعيد توزيعها من قبل مجلس ولاية ماساتشوستس للصحة في نوفمبر 1909.
وبناء على هذه المخاوف، وكسلعة ورقية (وخصوصا بعد اختراع كوب ديكسي في 1908) أصبحت متوفرة بشكل رخيص ونظيف. وحظر محلياً استخدام الأكواب المشتركة. وكانت Lackawanna Railroad من أوائل شركات سكك الحديد التي استخدمت الأكواب الورقية القابلة للإستخدام مرة واحدة، والتي بدأت باستخدامه في 1909. لحين عام 1917 اختفت الأكواب العامة من عربات السكك الحديدية واستبدلنت بأكواب ورقية ومنعت حتى في نطاق القضاء.
أيضاً استخدمت الأكواب الورقية في المستشفيات لأسباب صحية. في عام 1942 في كلية ماساتشوستس وجدت دراسة واحدة أن تكلفة استخدام الأكواب القابلة للغسيل، وإعادة استخدامها بعد تطهيرها، كان 1.6 أضعاف من استخدام الأكواب القابلة للاستخدام مرة واحدة. هذه الدراسة، وفضلا عن تخفيض خطر انتقال العدوى، شجع استخدام الأكواب الورقية في المستشفيات.

### أكواب ديكسي
كوب ديكسي هو اسم العلامة التجارية لخط إنتاج أكواب ورقية تستخدم لمرة واحدة والتي طورت في 1907 في الولايات المتحدة بواسطة لورنس لويلين. المحامي في بوسطن ماساتشوستس والذي كان يخشى الميكروبات من الأكواب المشتركة عند مصادر ماء الشرب.